# بنزیلون
بنزیلون (انگلیسی: Benzilone) یک داروی ضد موسکارینی است.